# Obedience (album)
Pour les articles homonymes, voir Obédience.
Albums de Marduk
Panzer Division Marduk
(1999) Infernal Eternal
(2000)
Obedience est le troisième EP du groupe de black metal suédois Marduk. L'EP est sorti le 7 septembre 2000 sous le label Regain Records.
Les titres Obedience et Funeral Bitch seront ré-enregistrés pour apparaître dans la liste des titres de l'album La Grande Danse Macabre. Le dernier titre de l'album, Into the Crypts of Rays, est une reprise du groupe Celtic Frost. Cependant, il faut noter le fait que le titre Obedience sera renommé Obedience unto Death.

## Musiciens
- Legion – chant
- Morgan Steinmeyer Håkansson – guitare
- B. War – basse
- Fredrik Andersson – batterie

## Liste des titres
1. Obedience – 3:31
2. Funeral Bitch – 4:02
3. Into the Crypts of Rays (reprise du groupe Celtic Frost) – 4:06